# Valle de las Reinas
Valle de las Reinas es el nombre de la necrópolis del antiguo Egipto donde fueron enterrados reinas y princesas  de las dinastías XIX y XX, aunque también se han encontrado algunas de épocas anteriores. Se encuentra situado al sudoeste del Valle de los Reyes, frente a Luxor, en la ribera occidental del Nilo, y es un lugar más pequeño y con un tipo de roca de peor calidad que la del Valle de los Reyes. Recibió el nombre egipcio Ta Set Neferu "el lugar de la belleza", y en árabe es el actual Biban el-Harim (بيبان الحريم). 
Forma parte del conjunto denominado Antigua Tebas con sus necrópolis, declarado Patrimonio de la Humanidad por la Unesco en 1979.

## Descripción
El valle está situado cerca del Valle de los Reyes, en la orilla oeste del Nilo. Esta zona fue elegida debido a su la proximidad a Tebas. Los faraones de la dinastía XVIII, en vez de la tradicional construcción de las pirámides como cámaras funerarias, y quizás debido a su vulnerabilidad a la tumba de ladrones, eligieron ser enterrados en tumbas excavadas en la roca.
El conjunto está formado por varios uadis (valles):
- Valle de las Reinas, el valle principal y mayor,
- Valle del Príncipe Ahmose, que recibe su nombre por el propietario de la primera tumba descubierta en él, la QV88.
- Valle del Dolmen, nombre debido a unas rocas con esa forma,
- Valle de la Cuerda, llamado así por el hallazgo de unas cuerdas coptas,
- Valle de la Gran Cascada, porque se formaba un torrente en época de lluvias,
- Valle de los Tres Pozos, que debe el nombre a tres tumbas halladas en pozos.[2]

Hay un templo de Ptah, y en el Valle de los Tres Pozos se conservan las ruinas de Deir el Rumi, un monasterio copto.

## Historia

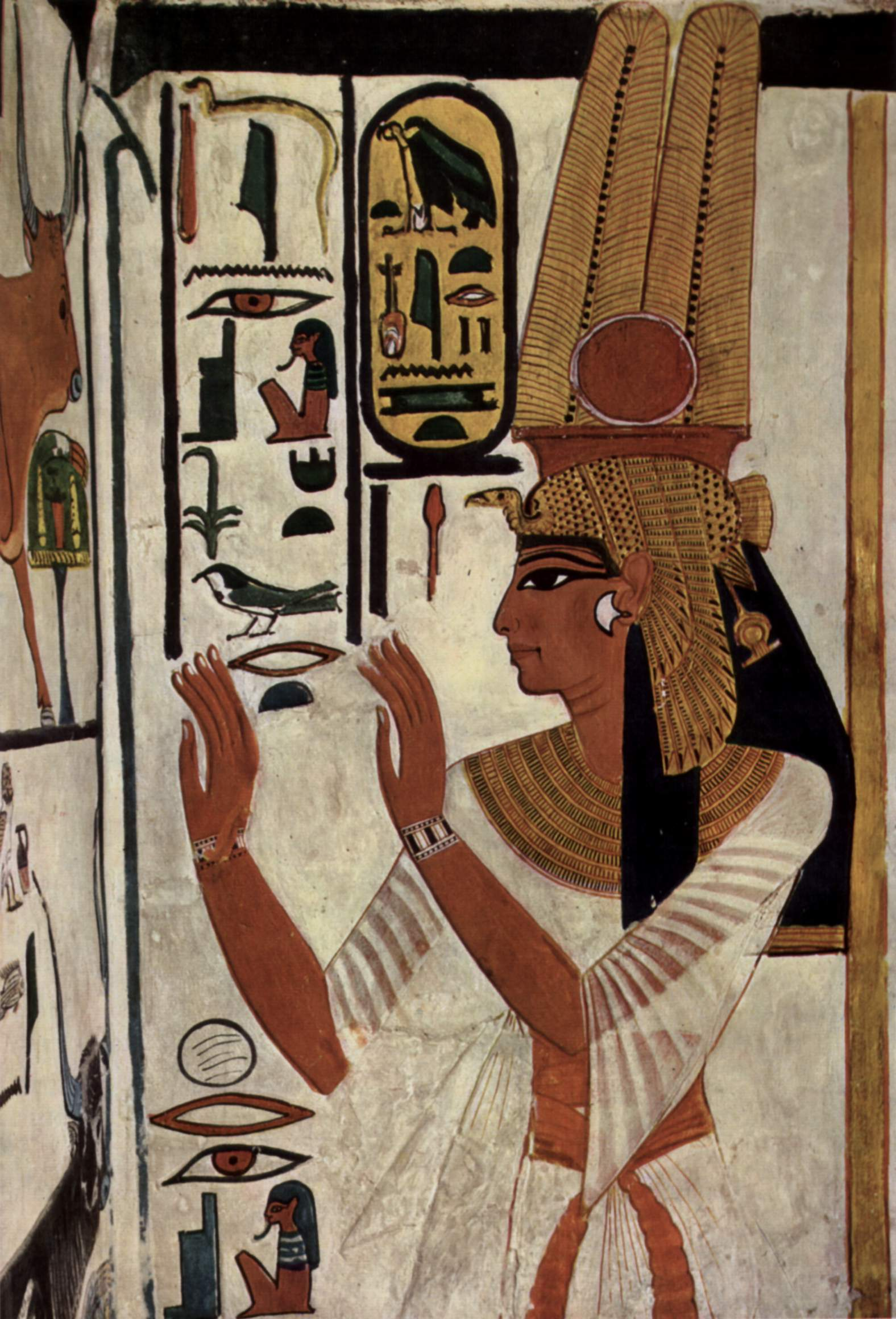
Nefertari en su tumba del Valle de las Reinas.

Aunque se tiene como fundadora del Valle a la Gran Esposa Real del fundador de la dinastía XIX, la reina Sitra, lo cierto es que antes de ella ya se habían excavado varias tumbas y pozos funerarios pertenecientes a las dinastías XVII y XVIII. No obstante sería sólo a partir de Sitra que el lugar se convirtió en exclusivo de las mujeres y de los hijos favoritos del monarca reinante.
La primera tumba real fue descubierta por Giovanni Battista Belzoni en 1816, la de Tyti. John Gardner Wilkinson localizó 24 tumbas en 1828. Jean-François Champollion y Ippolito Rosellini identificaron las anteriores tumbas en 1829. Karl Richard Lepsius realizó un nuevo inventario, documentando y recuperando numerosos objetos. Ernesto Schiaparelli y Francesco Ballerini iniciaron una sistemática excavación del Valle de las reinas en 1903 y descubrieron la tumba de Nefertari, la joya más hermosa de toda la necrópolis tebana: Sus pinturas por primera vez dan relieve a las figuras, sobre todo al rostro de la reina, con sombras en los pómulos o en la comisura de los labios. 
En la actualidad en el Valle de las Reinas hay hasta 98 sepulcros, pozos y otras abandonadas al poco de construir que jamás se ocuparon, todas ellas numeradas bajo las siglas QV. La inmensa mayoría de estas tumbas están en la actualidad en un mal estado de conservación, pero hay unas pocas realmente bellas que siguen despertando admiración. Algunas, aunque decoradas, no indican quien es su propietario. La labor documental de este lugar es imprescindible, ya que nos ha permitido sacar a la luz reinas y príncipes antes jamás conocidos e incluso adivinar quiénes son los grandes ausentes de este selecto cementerio (como la reina Isis-Nefert, cuya tumba aún no ha sido encontrada).

## Índice de tumbas
Como en el Valle de los Reyes se utilizan las siglas KV (Kings Valley) y en el Valle Occidental las WV (West Valley), en el de las Reinas se usan las QV (Queens Valley) para poder identificar cada una de las muchas tumbas excavadas en este lugar.
| Nombre              | Ocupante                                                          | Época                |
| ------------------- | ----------------------------------------------------------------- | -------------------- |
| QV1-QV7             | ¿?                                                                | Dinastía XVIII       |
| QV8                 | Hori, príncipe de la 18º dinastía, y una princesa anónima         | Dinastía XVIII       |
| QV9-QV16            | ¿?                                                                | Dinastía XVIII       |
| QV17                | Meritra y Uremerutes, princesas                                   | Dinastía XVIII       |
| QV18-QV29 QV18-QV23 | ¿?                                                                | Dinastía XVIII       |
| QV18-QV29 QV24      | ¿?                                                                | Dinastía XX          |
| QV25-QV29           | ¿?                                                                | Dinastía XVIII       |
| QV30                | Nebiri, jefe de los establos reales                               | Dinastía XVIII       |
| QV31                | Reina anónima                                                     | Dinastía XIX         |
| QV32                | ¿?                                                                | Dinastía XVIII       |
| QV33                | Tanedyemy, princesa ¿hija de Horemheb? y reina ¿esposa de Seti I? | Dinastías XVIII-XIX  |
| QV34                | Reina anónima                                                     | Dinastía XIX         |
| QV35                | ¿?                                                                | Dinastía XVIII       |
| QV36                | Princesa anónima                                                  | Dinastía XIX         |
| QV37                | ¿?                                                                | Dinastía XVIII       |
| QV38                | Sitra, esposa de Ramsés I                                         | Dinastía XIX         |
| QV39                | ¿?                                                                | Dinastía XVIII       |
| QV40                | Reina anónima                                                     | Dinastía XIX         |
| QV41                | Tumba inacabada                                                   | Dinastía XX          |
| QV42                | Paraheruenemef, hijo de Ramsés III                                | Dinastía XX          |
| QV43                | Sethirjopshef (futuro Ramsés VIII), hijo de Ramsés III            | Dinastía XX          |
| QV44                | Jaemuaset, hijo de Ramsés III                                     | Dinastía XX          |
| QV45                | Tumba inacabada                                                   | Dinastía XX          |
| QV46                | Imhotep, visir de Thutmose I                                      | Dinastía XVIII       |
| QV47                | Ahmose, hija de Seqenenra-Tao                                     | Dinastías XVII-XVIII |
| QV48                | ¿?                                                                | Dinastías XVIII      |
| QV49                | ¿?                                                                | Dinastía XIX         |
| QV50                | ¿?                                                                | Dinastía XX          |
| QV51                | Isis Tahemdyeret, esposa de Ramsés III                            | Dinastía XX          |
| QV52                | Tyti, hija y esposa de Ramsés III                                 | Dinastía XX          |
| QV53                | Ramsés, hijo de Ramsés III                                        | Dinastía XX          |
| QV54                | Tumba inacabada                                                   | Dinastía XX          |
| QV55                | Amenherjepeshef, hijo de Ramsés III                               | Dinastía XX          |
| QV56-QV57           | Tumbas inacabadas                                                 | Dinastía XIX         |
| QV58-QV59           | ¿?                                                                | Dinastía XIX         |
| QV60                | Nebettaui, hija y esposa de Ramsés II                             | Dinastía XIX         |
| QV61-QV65           | ¿?                                                                | Dinastías XVIII-XIX  |
| QV66                | Nefertari, esposa de Ramsés II                                    | Dinastía XIX         |
| QV67                | ¿?                                                                | Dinastía XVIII       |
| QV68                | Meritamón, hija y esposa de Ramsés II                             | Dinastía XIX         |
| QV69                | ¿?                                                                | Dinastía XVIII       |
| QV70                | Nehesy                                                            | Dinastía XVIII       |
| QV71                | Bintanat, hija y esposa de Ramsés II                              | Dinastía XIX         |
| QV72                | Baki, príncipe, y Hatneferet, princesa                            | Dinastía XVIII       |
| QV73                | Henuttaui, hija y esposa de Ramsés II                             | Dinastía XIX         |
| QV74                | Dua Tentopet, hija de Ramsés III y esposa de Ramsés IV            | Dinastía XX          |
| QV75                | Henutmira, hermana y esposa de Ramsés II                          | Dinastía XIX         |
| QV76                | Meritra, princesa                                                 | Dinastía XVIII       |
| QV77-QV79           | ¿?                                                                | Dinastía XVIII       |
| QV80                | Tuya, esposa de Sethy I y madre de Ramsés II                      | Dinastía XIX         |
| QV81                | Heka...                                                           | Dinastía XVIII       |
| QV82                | Minemhat y Amenhotep, príncipes                                   | Dinastía XVIII       |
| QV83-QV87           | ¿?                                                                | Dinastías XVIII y XX |
| QV88                | Ahmose, príncipe                                                  | Dinastía XVIII       |
| QV89-QV95           | ¿?                                                                | Dinastía XVIII       |

Otras tumbas
Se sabe, debido a diversos objetos encontrados, que hay varios miembros de la familia real más, cuyas tumbas se desconocen, enterrados en el Valle.
- Henut, esposa de un faraón de mediados de la dinastía XVIII sin identificar. Su nombre aparece en la orla de unos fragmentos de vasos canopos.
- Príncipe Menjeperre, hijo de Tutmosis III y Meritra Hatshepsut. Fragmentos de vasos canopos.
- Nebetnehat, Gran Esposa Real de mediados de la dinastía inidentificada. Su nombre aparece en la orla de unos fragmentos de vasos canopos.
- Ti, hija de un faraón. Fragmentos de vasos canopos.

### Citas
1. ↑  «Antigua Tebas y su necrópolis». whc.unesco.org. Consultado el 22 de noviembre de 2024.
2. 1 2  «Valle de los Reyes | Qué ver, horarios y precios - Egipto.com». 15 de febrero de 2022. Consultado el 22 de noviembre de 2024.
3. ↑  Dodson y Hilton: op. cit.